# اوشا
اوشا (انگلیسی: Osha) یک شخصیت خیالی است که توسط جورج آر آر مارتین خلق شده است. اوشا در کتاب ترانه یخ و آتش و در اقتباس تلویزیونی اچ‌بی‌او به نام بازی تاج‌وتخت ظاهر می‌شود. در سریال تلویزیونی، ناتالیا تنا نقش او را بازی کرد. در رمان‌ها، اوشا به عنوان یک شخصیت نسبتاً فرعی عمل می‌کند که پس از تبدیل شدن به زندانی و بعداً خدمتکار در وینترفل، به‌طور مداوم به فرزندان استارک، بران و ریکون کمک می‌کند. در مجموعه تلویزیونی، او به عنوان یک شخصیت اصلی در طول فصل‌های اولیه نمایش، با پیشینه‌ای مشابه با همتای خود در رمان ایفای نقش می‌کند.
در رمان، اوشا برای اولین بار در بازی تاج و تخت (۱۹۹۶) به عنوان یک زن وحشی از آن سوی دیوار که خدایان قدیمی جنگل را می‌پرستد، ظاهر می‌شود. او در تلاش برای فرار از دست وایت واکرها، به سمت جنوب دیوار می‌رود تا از جنگ احتمالی که در شرف وقوع است فرار کند. با این حال، اوشا در ابتدا توسط استارک‌های وینترفل اسیر شده و به دلیل طبیعت وحشی خود به‌طور موقت توسط آنها زندانی می‌شود. او بعداً اعتماد مردم وینترفل را جلب می‌کند و در نهایت با بران و ریکون استارک دوست می‌شود و به عنوان نگهبان آنها عمل می‌کند. اوشا بعداً در نبرد پادشاهان (۱۹۹۸) بازمی‌گردد و به پسران استارک کمک می‌کند از دست تیان گریجوی فرار کرده و از غارت وینترفل جان سالم به در ببرند. او سپس تصمیم می‌گیرد تا ریکون را در حالی که بران به سمت شمال می‌رود، به مکانی امن اسکورت کند. اگرچه محل اختفای او برای مدتی طولانی ناشناخته باقی می‌ماند، اما چندین بار در طوفان شمشیرها (۲۰۰۰) و ضیافتی برای کلاغ‌ها (۲۰۰۵) از او نام برده شده است. در رقصی با اژدهایان (۲۰۱۱)، مشخص شد که اوشا، ریکون و دایرولف او شگی‌داگ در حال حاضر به اسکاگوس پناه برده‌اند. این شخصیت نقش کوچکی در کتاب‌ها داشت، اما نقش او در سریال‌های تلویزیونی بسیار برجسته شد. اوشا پس از حضور خود در سه فصل اول اقتباس تلویزیونی شهرت زیادی به دست آورد. این شخصیت در اپیزود پیمان‌شکن بازگشت و متعاقباً در قسمت بعدی (سفر بیگانه) توسط رمزی بولتون کشته شد. مرگ اوشا باعث انتقادهای متفاوت و منفی بود که عمدتاً به دلیل شخصیت‌پردازی امیدوارکننده او در فصل ۳ و و سرعت وقوع صحنه بود. با این حال، این شخصیت در مجموعه تلویزیونی با واکنش مثبت منتقدان مواجه شد و اوشا را به عنوان یکی از شخصیت‌های جداب سریال معرفی کردند و پیچش داستانی، شخصیت دوست‌داشتنی و پیشرفت او را تحسین کردند. بازی تنا در نقش اوشا نیز مورد تحسین خود مارتین قرار گرفت که شخصیت نمایش را بر نسخه اصلی کتاب خود ترجیح داد.

## بازخوردها
جورج آر آر مارتین اظهار کرد که اوشا یکی از شخصیت‌های مورد علاقه او در مجموعه تلویزیونی و یکی از معدود شخصیت‌هایی بود که همتای تلویزیونی را به نسخه درون کتاب ترجیح می‌دهد - چرا که او «جوان‌تر، جذاب‌تر و پویاتر» است. او توضیح داد که این ترجیح بیشتر به دلیل اجرای ناتالیا تنا بود، که او به‌طور مداوم در طول سه فصل اول نمایش از آن تمجید کرد. در نتیجه، مارتین اظهار داشت که می‌خواهد در جهت‌گیری شخصیت در کتاب‌ها تجدیدنظر کند و پویایی بیشتری به او بدهد و اشاره کرد که «تنها بازیگری که واقعاً مرا وادار به تجدید نظر دربارهٔ یک شخصیت کرد، ناتالیا تنا در نقش اوشا است».